# Bahnhof Ebersbach (Fils)
Der Bahnhof Ebersbach (Fils) liegt am Streckenkilometer 32 der Filstalbahn von Stuttgart nach Neu-Ulm in Ebersbach an der Fils.

## Geschichte

### Planung und Bau
Mit Begeisterung nahmen die Bürger von Ebersbach die Nachricht auf, dass sie einen Bahnhof an der Württembergischen Ostbahn von Stuttgart nach Ulm erhalten. Die Königlich Württembergischen Staats-Eisenbahnen konnten aus geologischen Gründen die Bahnstrecke nicht entlang der Fils errichten. Stattdessen wählte sie eine Trassenvariante, die mitten durch den Ort führte. Für den Bau mussten sogar Gebäude weichen. Noch heute ist erkennbar, dass die ungünstige Streckenführung den Ort in zwei Teile zerschneidet. Während sich der Ortskern südlich der Gleise befindet, liegt die Kirche, mit dem damals schon besiedelten Kirchberg, nördlich der Bahnstrecke. An der Straße nach Büchenbronn befand sich ein Bahnübergang. Die Steggasse erinnert heute noch an die 1847 erstmals errichtete Fußgängerüberführung.

### Staatsbahnzeit
Am 11. Oktober 1847 eröffneten die Königlich Württembergischen Staats-Eisenbahnen den Abschnitt Plochingen–Süßen und weihten den Bahnhof Ebersbach, der auf dem Gewann Brühl entstand, ein. Die Gemeinde erklärte sich bereit sich bei der Finanzierung für das Empfangsgebäude zu beteiligen. Das Gebäude ist erhalten geblieben. Es handelt sich um einen zweistöckigen Sandsteinbau, der anfangs nur über ein Stockwerk verfügte. Im Mai 1853 erhielt der Bahnhof, östlich des Empfangsgebäudes, einen kleinen Güterschuppen. Für die Post musste das Empfangsgebäude 1856 um einen Anbau ergänzt werden. Zwischen 1859 und 1862 baute die Staatsbahn die Ostbahn zwischen Plochingen und Ulm zweigleisig aus. Zur Erweiterung des Güterbahnhofs erwarb sie 1862 weitere Grundstücke und erstellte einen vergrößerten Güterschuppen. Auch das Empfangsgebäude musste 1865 nochmals vergrößert werden. Die Fußgängerüberführung aus Holz wurde 1866 durch einen Eisensteg ersetzt.
Der damalige Schultheiß Geyer und die Gemeinderäte lehnten die Ansiedlung von Industriebetrieben vehement ab. Erst 1862 gründete ein Textilunternehmer die Tuchfabrik Scheuffelen. Sie blieb bis 1887 die einzige Fabrik. Der 1882 eingesetzte Schultheiß Frank, bemühte sich den industriellen Rückstand wieder zu beheben.
Seit 1893 besitzt der Bahnhof Ebersbach für durchfahrende Züge ein Überholgleis. Am 17. Dezember 1899 bekam die Post, von der aus man seit 1866 telegrafieren konnte, auch einen Telefonanschluss. 1909 bezog sie ein neues Gebäude in der Bahnhofstraße (später Hausnummer 15; Abriss 2010).

### Reichs- und Bundesbahnzeit
Am 1. Juni 1933 elektrifizierte die Deutsche Reichsbahn die Strecke Stuttgart–Ulm und integrierte sie in den Stuttgarter Vorortverkehr. Für die anzubringenden Oberleitungen musste zuvor der Eisensteg weichen.
Nach dem Zweiten Weltkrieg bedienten hauptsächlich elektrische Züge den Bahnhof, die zwischen Plochingen und Geislingen (Steige) verkehrten. Seit 15. Juni 1967 steht den Fahrgästen ein überdachter Mittelbahnsteig, zwischen den Gleisen 2 und 3, zur Verfügung.
In den 1970er Jahren vollzog die Deutsche Bundesbahn am Bahnhof umfassende Änderungen. Moderne Räume für Reisende und Bedienstete entstanden. Hierfür errichtete sie einen neuen einstöckigen Anbau auf der östlichen Seite. Den bisherigen Anbau baute sie zurück. Die Fertigstellung erfolgte am 15. Mai 1975. Der Neubau mit Flachdach verfügte neben neuen Diensträumen und dem Fahrkartenschalter auch über eine Gaststätte und einen Kiosk. Das alte Empfangsgebäude wurde von 1974 bis 1975 umfassend renoviert.
Trotz Protests riss die Bundesbahn am 20. Mai 1976 den Güterschuppen ab, um Parkplätze zu schaffen. Seitdem war ein Versand von Stückgut von Ebersbach aus nicht mehr möglich.

### Ausblick
Der Bahnhof ist Teil des Digitalen Knotens Stuttgart (Baustein 3, Planbereich 3), die Ausrüstung jedoch aus finanziellen Gründen zurückgestellt.

## Betrieb
Der Bahnhof Ebersbach (Fils) wird nur von Regionalzügen bedient. Auf Gleis 1, dem Hausbahnsteig, halten die Züge Richtung Göppingen, auf Gleis 2 die Züge Richtung Plochingen. Auf Gleis 3 halten Züge in beiden Richtungen, wenn sie durch einen anderen Zug überholt werden. Der Bahnhof gehört bei DB InfraGO zur Preisklasse 4 und wird wie folgt bedient:
| Linie                    | Verlauf | Frequenz                                        |
| ------------------------ | --- | ----------------------------------------------- |
| RE 5                     | Stuttgart – Esslingen – Plochingen – Ebersbach (Fils) – Göppingen – Geislingen (Steige) – Ulm – Friedrichshafen Stadt | Zwei Züge morgens in Richtung Stuttgart         |
| MEX 16                   | Stuttgart – Esslingen – Plochingen – Ebersbach (Fils) – Göppingen – Süßen – Geislingen (Steige) (– Ulm)               | halbstündlich bis Geislingen, stündlich bis Ulm |
| Stand: 15. Dezember 2024 | |                                                 |